# Дековилевская колея
Дековилевская колея (фр. Decauville) — железнодорожный путь с шириной колеи 500 мм, первоначально применявшийся во Франции для обеспечения перевозок грузов в сельской местности, на рудниках, имеющих небольшой объём добычи, и на строительных площадках.
Разработал такую систему французский инженер Поль Дековиль. Будучи сыном фермера, Дековиль занимался производством свеклы для своего винокуренного производства. Ненастная погода, превратившая все грунтовые дороги в грязь, и запасы свеклы порядка 9 тысяч тонн на своих полях заставили искать выход. Дековиль придумал изготавливать рельсошпальную решётку исключительно из металлических элементов, каждый из которых весил немного, но при этом легко монтировался и демонтировался. Для спасения урожая с полей этого оказалось вполне достаточно — были сделаны небольшие вагонетки, передвигаемые вручную. 
Впоследствии система получила усовершенствования. Дековилевские железные дороги широко применялись для подвоза боеприпасов внутри крепостей и фортификационных сооружений, в промышленности и в горнодобывающей промышленности разных стран. В России первым о применении дековилевской колеи заговорил инженер путей сообщения М. С. Волков.
Обычно для тяги вагонов (или вагонеток) применялась гужевая тяга, но на Всемирной выставке 1889 года в Париже поезда с пассажирами водили паровозы.
- Применение дековилевской колеи в промышленности
- 60-сантиметровая дековилевская колея
- Применение в винных погребах Шампани